# Saint-Jean-de-Verges
Saint-Jean-de-Verges é uma comuna francesa na região administrativa de Occitânia, no departamento de Ariège. Estende-se por uma área de 12,73 km². Em 2010 a comuna tinha 1 283 habitantes (densidade: 100,8 hab./km²).